# Igás robot
A feudalizmus korában a föld megművelése a jobbágyság kötelessége volt. A jobbágy földtulajdonát szigorúan szabályozták. A földterület nagysága után szabták meg az elvégzendő munka („robot”) mértékét, melyet a földesúrnál, a termőföld tényleges tulajdonosánál, kellett ledolgozni. 
A robot mennyiségét, sorozatos jobbágyfelkelések miatt, Mária Terézia „Úrbéri rendeletében” szabályozta, 1767-ben.

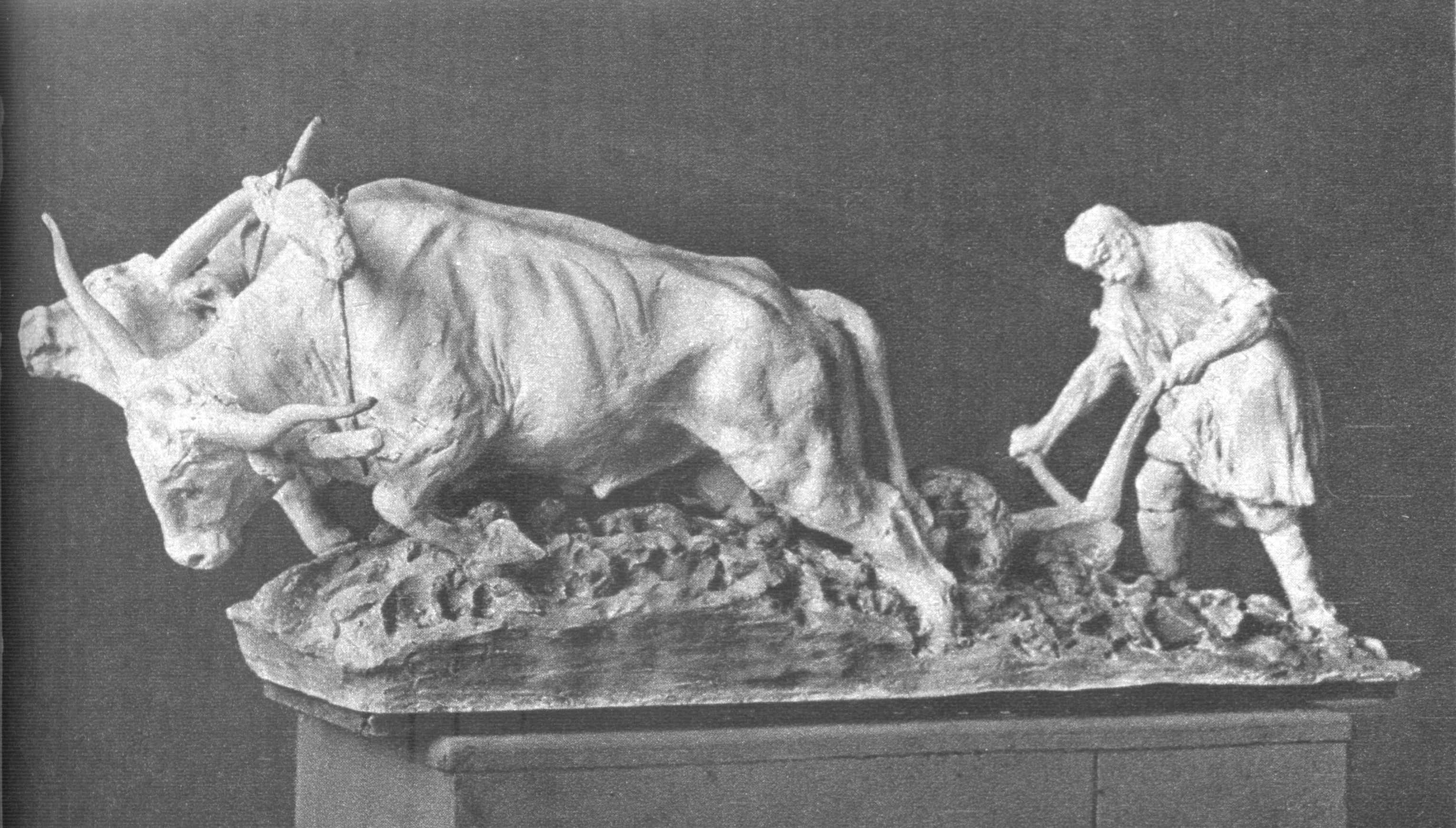
Zala György: Szántás

A robot, egytelkes jobbágy esetében, évente 52 igás vagy 104 kézi munkanapot jelentett. A kisebb földdel rendelkező jobbágyok arányosan kevesebb robotra voltak kötelezhetőek. (1/2, 1/4, 1/8 telkes jobbágyok.)
A munka milyensége kétféle lehetett: kézi robot és igás robot. A kézi robot, mint a neve is utal rá, kézzel elvégezhető munkát jelölt: kaszálás, gyűjtés, vagyis gyalogosan végezhető bármilyen munkát. Az igás robot, értelemszerűen lóval vagy ökörrel, esetleg bivallyal elvégezhető munkát jelentett: szántás, boronálás, fuvarozás. A kétféle munka általában 1:2 arányban állt egymással. 
Az elvégzett munkát naponta az intéző a jobbágyokkal elszámolta. Amennyiben a jobbágy év végén nem tudta igazolni, hogy ledolgozta az előírt robotot, pénzben vagy terményben kellett a hiányzó mennyiséget megváltania. (A visszaélések elkerülése végett, az elvégzett munka igazolására ún. bárcákat használtak.)